# タイ王国国家警察病院法医学研究所
タイ王国国家警察病院法医学研究所（タイ語表記 สถาบันนิติเวชวิทยา โรงพยาบาลตํารวจ สำนักงานตำรวจแห่งชาติ、英語表記: Institute of Forensic Medicine, Thai Police General Hospital）はタイ王国の警察病院に所属する法医学研究所。英語訳から「タイ警察病院法医学研究所」「タイ警察法医学研究所」とも呼ばれる。

## 概要
法医学研究所は、凶悪事件、殺人事件などさまざまな重大事件の捜査に利用するために、法科学分野での知見、専門性を用いて全国の警察と連携し、協力することを目的にしている。主に検視、遺体解剖、毒性学検査、個人識別、遺伝子検査、合成写真比較検査、精液・精子検査などの検査を行う。

## 所在地
バンコク パトゥムワン区 ワンマイ地区　アンリードゥナン通り 492/1　タイ王国国家警察庁 警察病院内
（โรงพยาบาลตำรวจ สำนักงานตำรวจแห่งชาติ 492/1 ถนนอังรีดูนังต์ แขวงวังใหม่ เขตปทุมวัน กรุงเทพฯ 10330） 

## 組織
6部門に分かれる。

### 内部部局
- 法病理学部門 （งานนิติพยาธิ）
- 法毒性学部門 （งานนิติพิษวิทยา）
- 生化学・火薬煤部門 （งานชีวเคมีและเขม่าดินปืน）
- 個人識別部門 （งานตรวจพิสูจน์เอกลักษณ์บุคคล）
- 医学写真部門 （ภาพถ่ายทางการแพทย์）
- 特別任務部門 （งานกองกำกับการพิเศษ）

## 関連事項
- タイ王国国家警察庁
- タイ王国国家警察病院